# 齊巴納鄉
46°59′N 27°20′E / 46.983°N 27.333°E
齊巴納鄉（羅馬尼亞語：Comuna Țibana, Iași），是羅馬尼亞的鄉份，位於該國東北部，由雅西縣負責管轄，面積72平方公里，海拔高度187米，2007年人口7,649，人口密度每平方公里107人。